# Zygotrichia
Zygotrichia là một chi rêu trong họ Pottiaceae.